# Aero A.14
Die Aero A.14 war ein zweisitziges Doppeldecker-Flugzeug der tschechischen Firma Aero.
Die Anlehnung der A.14 an die Hansa-Brandenburg C.I (Serie 369, Hersteller: UFAG), ist unverkennbar. Daher wird dieser zweistielige Doppeldecker oftmals auch als „Velký Brand’ák“ („Großer Brandenburger“) bezeichnet.

## Geschichte
Da sich Anfang der 1920er-Jahre zeigte, dass die junge tschechoslowakische Flugzeugindustrie nicht in der Lage sein würde, kurzfristig ein modernes leistungsfähiges Flugzeug auszuliefern, beschloss das Verteidigungsministerium den Lizenzbau der Hansa-Brandenburg C.I, von der nach dem Ersten Weltkrieg rund 60 Maschinen in mehr oder weniger beschädigtem Zustand in der Tschechoslowakei verblieben waren. 1922 bestellte man 25 Schulflugzeuge, die ursprünglich als „Braho“ Ae-H-2.01 bis Ae-H-2.25 bezeichnet später in A.14.1 bis A.14.25 umbenannt wurden. Fünf Maschinen erhielten ein Doppelsteuer (164.000 Kč je Zelle) und 20 ein einfaches (156.000 Kčs je Zelle). Die Motoren lieferte das Werk Breitfeld & Daněk in Prag (je 180.000 Kč je Motor). Das erste Flugzeug wurde am 25. August 1922 dem Tschechoslowakischen Militär übergeben. Der überwiegende Teil der A.14 gelangte zum VLU nach Cheb, einige kamen zur Schulstaffel des Fliegerregiments 1 in Prag. Sie verblieben jedoch nicht lange im aktiven Dienst, denn es traten Probleme mit Vibrationserscheinungen bei den neuen Motoren auf, die man jedoch einigermaßen zufriedenstellend lösen konnte. Dessen ungeachtet musterte man sie bereits Anfang 1923 wieder aus und stellte sie im März 1923 zur sogenannten „Fliegerpost“ ab, wo Militärs mit ihnen unter anderem Versuchsflüge auf der Strecke Prag–Bratislava durchführten. Den ersten „Linienflug“ mit einer A.14.01 (L-BARA) führte Major Skála am 1. März 1923 durch – sein Passagier war seine Ehefrau. In den darauffolgenden etwa zwei Monaten Flugbetrieb kam man bei 250 Flugstunden auf etwa 27.000 km Flugstrecke.
Mit der Gründung der tschechischen Fluggesellschaft Československé Statni Aerolinie (ČSA), der heutigen Czech Airlines, am 6. Oktober 1923 fand sich für die A.14 ein neues Betätigungsfeld. Offizielle Aufnahme des Flugbetriebes war am 28. Oktober, doch wegen des schlechten Flugwetters drehte der Pilot Karel Brabenec mit der A.14.18 (L-BARC) nur eine symbolische Platzrunde um den Flugplatz Prag-Kbely. Einen Tag später, am 29. Oktober 1923, kam es dann zur offiziellen Eröffnung der Flugverbindung Prag–Bratislava, als der Pilot Karel Brabenec sich mit einem Zeitungsreporter als Passagier an Bord der L-BARC auf die 321 km lange Strecke von Prag nach Bratislava begab, während zur gleichen Zeit der Pilot Cinibulk mit der A.14.19 (L-BARI) auf dem Weg von Bratislava nach Prag unterwegs war. Insgesamt 17 Maschinen des Typs A.14 setzte die ČSA für den Postdienst auf dieser Strecke ein, wobei jeweils auch ein Passagier mitgenommen werden konnte. Im Juli und August 1924 wurden sechs A.14 für den Transport von zwei Passagieren umgerüstet, wofür man den früheren Raum des Beobachters nutzte. Da im gleichen Jahr fünf der Maschinen wieder dem Verteidigungsministerium unterstellt wurden, reduzierte sich die Flotte der ČSA auf fünf zweisitzige und eine einsitzige A.14. Mit der Übernahme der Aero DH-50 und der Letov Š-19 verloren die A.14 weiter an Bedeutung. 1926 führten A.14 nur noch 8 % der Flüge bei der ČSA durch. 1927 endete ihre Ära bei der tschechischen Luftfahrtgesellschaft, die lediglich die A.14.08 (L-BARS) noch in ihrem Flugzeugpark hatte.

## Variante Aero A.15
1922 bestellte des Verteidigungsministerium bei Aero 24 Stück eines mit dem etwas stärkeren Hiero-Motor Typ L ausgestatteten Flugzeuges für die Fortgeschrittenenausbildung – die Aero A.15. Ursprünglich als „Brahol“ Br.L-2.01 bis Br.L-2.24 benannt, änderte man die Bezeichnung später in A-15.1 bis A-15.24. Die vollständig bewaffneten Flugzeuge wurden zwischen Mitte März und August 1923 ausgeliefert und von der Militärverwaltung übernommen. An das VLU Cheb, die Fliegerschule in Prostějov und verschiedene Fliegerregimenter übergeben, dienten sie bis zum Ende der zwanziger Jahre in vielfältigsten Aufgabenbereichen. Einige von ihnen kamen nach ihrem Militärdienst noch im zivilen Bereich zum Einsatz. Die letzte fliegende A-15 war die A-15.12 (OK-ASA), die am 7. Januar 1935 aus dem Luftfahrtregister gestrichen wurde.

## Militärische Nutzer
Tschechoslowakei
- Tschechoslowakische Luftstreitkräfte

## Technische Daten
| Kenngröße             | Daten (A.14)                          | Daten (A.15)                          |
| --------------------- | ------------------------------------- | ------------------------------------- |
| Besatzung             | zwei bzw. ein Pilot und ein Passagier | zwei bzw. ein Pilot und ein Passagier |
| Länge                 | 8,40 m                                | 8,40 m                                |
| Spannweite            | 12,30 m                               | 12,30 m                               |
| Flügelfläche          | 37,50 m²                              | 37,50 m²                              |
| Flächenbelastung      | 34 kg/m²                              | 36,1 kg/m²                            |
| Leermasse             | 933 kg                                | 930 kg                                |
| max. Startmasse       | 1275 kg                               | 1350 kg                               |
| Triebwerk             | ein Hiero N mit 230 PS (169 kW)       | ein Hiero L mit 230 PS (169 kW)       |
| Höchstgeschwindigkeit | 179 km/h                              | 178 km/h                              |
| Reisegeschwindigkeit  | 150 km/h                              | 150 km/h                              |
| Steiggeschwindigkeit  | 1,85 m/s                              |                                       |
| Steigzeit             | 36 min auf 4000 m Höhe                | 36 min auf 4000 m Höhe                |
| Gipfelhöhe            | 4900 m                                | 4900 m                                |
| Reichweite            | 450 km                                | 450 km                                |